# U55 (Berlin)
U55 je linija Berlinskog U-Bahna u izgradnji. Kada bude dovršena, bit će vrlo kratka i imat će samo tri stanice i neće biti povezana s nijednom drugom U-Bahn linijom. Linija bi trebala povezivati Brandenburška vrata s berlinskim glavnim kolodvorom.

## Vanjske poveznice
- Linija U55 - službena stranice BVG-a  Arhivirana inačica izvorne stranice od 17. svibnja 2008. (Wayback Machine)